# Sains-Richaumont
Sains-Richaumont – miejscowość i gmina we Francji, w regionie Hauts-de-France, w departamencie Aisne.
Według danych na rok 1990 gminę zamieszkiwały 1053 osoby, a gęstość zaludnienia wynosiła 85 osób/km².